# Clube de Futebol Os Belenenses (pallamano)
Il Clube de Futebol Os Belenenses è la sezione di pallamano maschile della famosa polisportiva portoghese con sede a Lisbona.
La sezione è stata fondata nel 1932.

## Palmarès

### Trofei nazionali
- Campionato portoghese: 5
  - 1973-74, 1975-76, 1976-77, 1984-85, 1993-94.
- Coppa del Portogallo: 4
  - 1973-74, 1977-78, 1981-82, 1983-84.
- Coppa di Lega: 1
  - 2005–06.
- Supercoppa: 1
  - 1982–83.